# Francesc Baygual i Bas
Francesc Baygual i Bas (Sabadell, 21 de març de 1899 - Granollers, 15 de juny de 1936) fou un industrial tèxtil català.

## Biografia
Francesc Baygual cursà estudis als Escolapis de Sabadell i de molt jove s'incorporà a l'empresa del seu pare, la raó social Baygual i Llonch, en què feien companyia Miquel Baygual Casanovas i Antoni Llonch Roca. Francesc s'ocupà de feines administratives.
Més tard, i encarregat dels viatges comercials, recorregué tota la geografia peninsular amb el mostrari a la maleta. El 1921, en retirar-se el seu pare del negoci, Francesc i el seu germà Joan compartiren la gerència amb Antoni Llonch.
Durant els anys anteriors a la Guerra Civil l'empresa havia prosperat i projectaren la construcció d'una gran fàbrica en terrenys del barri de Can Feu adquirits al marquès de Montsolís. Acabada de construir el 1936, la fàbrica fou confiscada per la República en esclatar la Guerra Civil i la convertiren en factoria per a la indústria de guerra, on es fabricà tota mena de material bèl·lic; fins i tot s'hi construïren avions, raó per la qual fou coneguda com a Tallers de l'Aviació.
Al marge de la indústria tèxtil, Francesc Baygual destacà dins el món social catòlic de Sabadell. Va ser president de l'Apostolat de l'Oració de la parròquia de Sant Fèlix; membre del consell d'administració d'El Siglo Futuro, òrgan de la Comunión Tradicionalista; promotor del Patronato Social Católico de Sabadell i membre del consell d'administració del diari El Correo Catalán.
Al principi de la Guerra Civil, durant el mes d'agost de 1936, Francesc Baygual va ser detingut i assassinat a la rodalia de Granollers. El 27 d'octubre de 1960 Sabadell li dedicà un carrer al barri de la Creu de Barberà.